# Plebejus alboradiosa
Plebejus alboradiosa är en fjärilsart som beskrevs av Leeds 1941. Plebejus alboradiosa ingår i släktet Plebejus och familjen juvelvingar. Inga underarter finns listade i Catalogue of Life.